# Bundesautobahn 650
Die Bundesautobahn 650 (Abkürzung: BAB 650) – Kurzform: Autobahn 650 (Abkürzung: A 650) – verläuft von Birkenheide nach Ludwigshafen am Rhein. Die Autobahn trägt die Hauptlast an Berufspendlern zwischen der Weinstraße um Bad Dürkheim und dem Ballungsraum Ludwigshafen/Mannheim. Damit wurde der Pendlerverkehr von der B 37 auf die Autobahn verlagert und insbesondere Oggersheim davon entlastet.

## Verlauf
Die A 650 beginnt aktuell an der Anschlussstelle Friedelsheim östlich von Bad Dürkheim. An dieser Stelle geht sie aus der zweistreifigen B 37 hervor, die vor allem in den letzten Jahren den steigenden Pendel- und Lieferverkehr von und nach Ludwigshafen nur noch bedingt aufnehmen konnte. Deutlich sichtbar an der Ausfahrt Friedelsheim ist der Übergang von der Bundesstraße 37 in die vierstreifig ausgebaute Bundesautobahn, die einen baustellenartigen Charakter aufweist, bei dem die südlich gelegene Fahrbahnbreite abrupt endet. Ein späterer Ausbau der B 37 zur Bundesautobahn in Richtung Bad Dürkheim ist daher nicht auszuschließen; allerdings läuft hierfür derzeit kein Planfeststellungsverfahren. Im Folgenden wird die A 61 am Kreuz Ludwigshafen überquert. Nach dem Oggersheimer Kreuz ist die A 650 sechsstreifig ausgebaut. Hinter der Ausfahrt „Ludwigshafen-Stadt/Bruchwiesenstraße“ geht sie wieder vierstreifig in die B 37 über. Auf ihrem Verlauf ersetzt sie die B 37 bis Ludwigshafen vollständig.

## Geschichte
Die A 650 wurde in den letzten 15 Jahren mehrfach umgebaut und erweitert:
- Von 2006 bis 2008 erfolgte ein vierstreifiger Ausbau von der Anschlussstelle Maxdorf (Anschlussstellennummer 4) bis zur Anschlussstelle Friedelsheim (Nummer 3)
- Ein sechsstreifiger Ausbau zwischen dem Oggersheimer Kreuz und Ludwigshafen folgte zwischen 2010 und 2014.
- Außerdem fanden etwa im gleichen Zeitraum Fahrbahnsanierungen im Bereich zwischen den Anschlussstellen Ruchheim und Maxdorf statt.

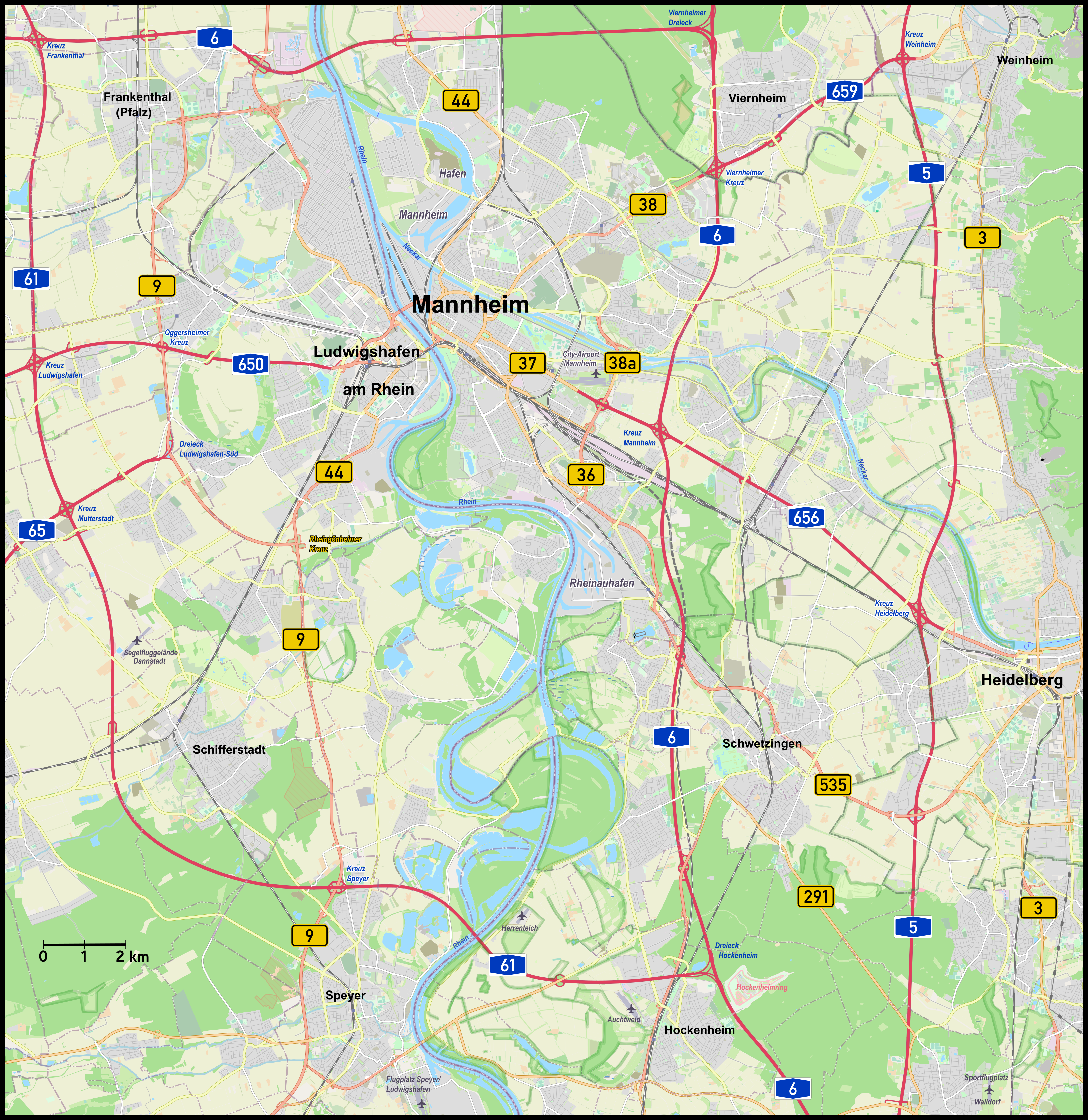
Karte der Autobahnen im Raum Ludwigshafen/Mannheim